# Welcome to My Life
Singles de Simple Plan
"Thank You"
(2004) "Shut Up!"
(2005)
Welcome to My Life est un single du groupe de pop punk canadien Simple Plan. Cette chanson a beaucoup participé à la notoriété de l'album Still Not Getting Any... et du groupe Simple Plan avec les morceaux I'm Just a Kid et Perfect.

## La chanson
Bien qu'à première vue l'air de la chanson semble plutôt joyeux, celle-ci a plutôt l'intention d’exprimer la détresse des adolescents dont la vie devient si frustrante et insupportable que personne ne peut comprendre ce qu'ils ressentent ("You don't know what it's like to be like me" ce qui donne en français "Tu ne sais pas ce que c'est d'être comme moi"). 
La traduction du refrain donne :
To be hurt (D'être blessé)
To feel lost (De se sentir perdu)
To be left out in the dark (D'être laissé dans l'obscurité) 
To be kicked, when you're down (D'être achevé quand tu touches le fond) 
To feel like you've been pushed around (De se laisser marcher sur les pieds)
To be on the edge of breaking down (D'être sur le point de t'effondrer)
And no one's gonna save you (Avec personne pour te sauver)
No you don't know what its like... (Non, tu ne sais pas ce que c'est)
Welcome to my life. (Bienvenue dans ma vie)

## Vidéo-clip
Le clip vidéo représente des membres de familles qui s'énervent les uns sur les autres bloqués dans un embouteillage. Lors du dernier refrain, plusieurs personnes sortent de leur véhicule  et commencent à marcher ensemble sur la route.

## Au cinéma
Sauf indication contraire, les informations mentionnées dans cette section peuvent être confirmées par le générique de fin de l'œuvre audiovisuelle présentée ici, ainsi que par la base de données cinématographiques IMDb,  présente dans la section « Liens externes ».
- 2014 : Mommy de Xavier Dolan - bande originale

## Classements et Certifications
| Pays (2004)      | Meilleure position |
| ---------------- | ------------------ |
| France           | 12                 |
| Australie        | 7                  |
| Canada           | 1                  |
| Nouvelle-Zélande | 5                  |
| Espagne          | 1                  |
| États-Unis       | 40                 |

| Pays       | Association | Certification | Ventes/Équivalences |
| ---------- | ----------- | ------------- | ------------------- |
| Australie  | ARIA        | platine       | 70 000              |
| États-Unis | RIAA        | or            | 500 000             |